# Букмарклет
Букмарклет (англ. bookmarklet; bookmark — «закладка» и applet — «апплет») — небольшая JavaScript-программа, оформленная как javascript: URL и сохраняемая как браузерная закладка.
Альтернативное название букмарклетов — «favelets» (от слова «Favorites» — названия закладок в браузере «Internet Explorer»).

## Концепция
Веб-браузеры используют адрес ресурса как для перехода по атрибуту href тега <a> , так и для сохранения адреса ресурса в закладке. Первая часть адреса, например, http:, file: или ftp:, указывает используемый в адресе протокол.
Протокол javascript: указывает браузеру, что далее следует код JavaScript, который нужно выполнить.
Пример букмарклета, окрашивающего фон страницы в серый цвет:
```
javascript
:
void
(
document
.
body
.
style
.
backgroundColor
=
'gray'
);

```

Пример букмарклета, окрашивающего фон элемента страницы с атрибутом id="content" в тёмно-серый цвет:
```
javascript
:
void
(
document
.
getElementById
(
'content'
).
style
.
backgroundColor
=
'darkgray'
);

```

Для запуска программного кода используется оператор void, он вычисляет выражение и возвращает undefined.
Букмарклеты обычно не возвращают значений, и, таким образом, просто выполняются браузером, имея доступ к открытой в браузере странице. Они могут делать то же самое, что мог бы сделать скрипт, помещённый прямо на странице.

## Использование
Букмарклеты используются как инструменты, придающие браузеру дополнительную функциональность. Они могут, к примеру:
- поменять внешний вид страницы (цвета, размер букв, и т. д.),
- извлечь данные из страницы, например, все ссылки или все используемые изображения,
- перейти (для удобства обычно в новом окне) к результатам поиска выделенных на странице слов,
- сделать страницу более удобной для чтения (увеличить шрифт, убрать яркий фон и мигающие элементы) и взаимодействия (расширить поля ввода, подчеркнуть все ссылки),
- помочь веб-разработчику — показать имена стилей, классов, свойства элементов, произвести операции с cookie.
- укорачивать ссылки
- отправлять ссылки на данную страницу в социальную сеть
- переводить нужную вам страницу на какой-либо язык
- также букмарклеты могут блокировать определённые элементы на странице (картинки, Flash)

Перед использованием букмарклета нужно занести его к себе в закладки. Проще всего это сделать переносом готовой ссылки-букмарклета со страницы прямо на панель закладок.

## Создание
Для написания букмарклета используется язык JavaScript (javascript:…). Может использоваться редактор букмарклетов.
Готовый букмарклет поместить в адресную строку браузера и нажать «пуск».